# برمجيات وهمية

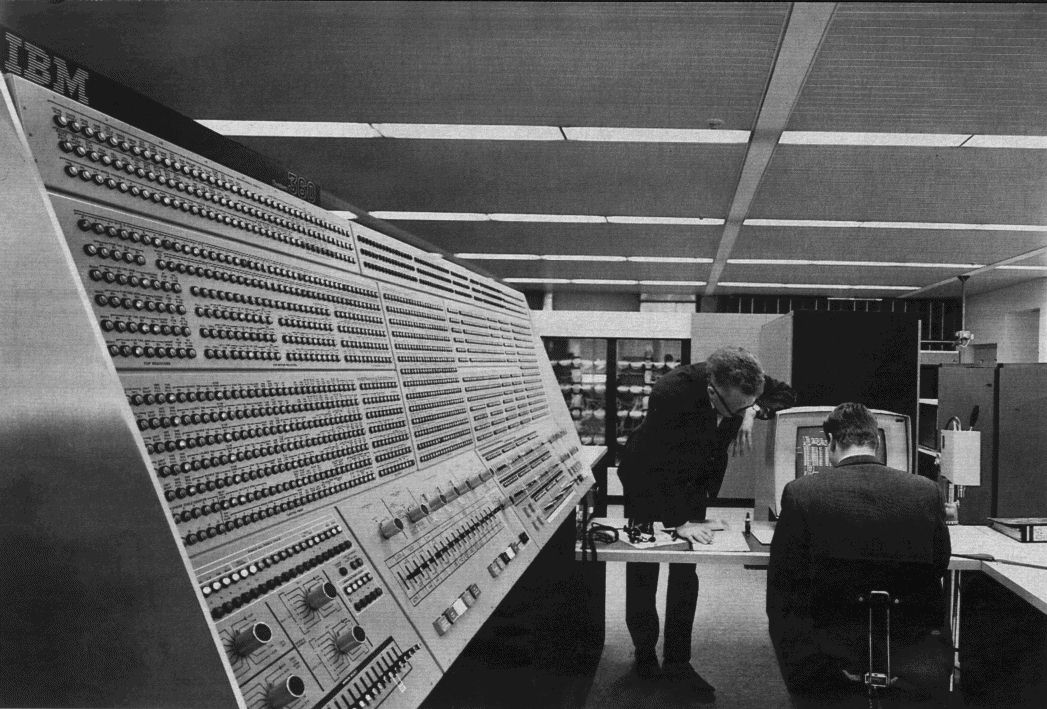

تعتبر البرمجيات الوهمية (فابو وير) منتجا، في صناعة الحاسوب، وعادة مكونات مادية أو برمجيات حاسوب، يُعلن عنها لعامة الناس، لكنها لا تُصنّع فعليا، ولا تُلغى بشكل رسمي. اتسع استخدام المصطلح ليشمل منتجات مثل السيارات.
غالبا ما يُعلن عن البرمجيات الوهمية قبل أشهر أو سنوات من إصدارها المفترض، مع بعض التفاصيل حول تطويرها. واتُّهم المطورون بالترويج المتعمّد للبرمجيات الوهمية، لإبعاد العملاء عن التحول إلى المنتجات المنافسة، التي تقدم المزيد من الميزات. وصفت مجلة ورلد نيتورك البرمجيات الوهمية «بالوباء» في عام 1989، ولامت الصحافة لعدم التحقيق فيما إذا كانت ادّعاءات المطورين صحيحة. أصدرت سبع شركات كبرى تقريرا في عام 1990، يقول إنهم شعروا أن البرمجيات الوهمية، أضرّت بمصداقية الصناعة. اتهمت الولايات المتحدة العديد من الشركات، بالإعلان عن برمجيات وهمية، في وقت مبكر كفاية، لانتهاك قوانين مكافحة الاحتكار، ولكن لم تثبت إدانة إلا القليل منهم. كتبت مجلة إنفو ورلد أن المصطلح مبالغ في استخدامه، ويضع وصمة عار غير عادلة على المطورين.
صيغ المصطلح من مهندس في مايكروسوفت في عام 1982، لوصف نظام تشغيل الشركة كزينيا، وظهر لأول مرة بشكل مطبوع في الرسالة الإخبارية لريادية الأعمال إستر دايسُن في عام 1983. وشاع بين الكتاب في الصناعة، كطريقة لوصف المنتجات التي شعروا أنها استغرقت وقتا طويلا حتى أُصدرت. ساعد رئيس تحرير مجلة انفو ورلد ستيوارت ألسُب، في تعميمه، من خلال الاستهزاء ببيل غيتس، بمنحه جائزة البرمجية الوهمية الذهبية، عن الإصدار المتأخر لنسخة شركته الأولى من ويندوز في عام 1985.
عَنَت البرمجية الوهمية، الاحتيال المتعمد لأول مرة، عندما طُبقت على مجموعة براجيات أوفيشين في عام 1983، واستُقبل دليل المجموعة بشكل جيد من الصحافة، ولكن لم يصدر المنتج أبدا.

## الاشتقاق
استُخدم المصطلح بشكل عام، لوصف المكونات المادية أو البرمجية لمنتج أُعلن عنه، لكن المطور لم يكن لديه النية في نشره في أي وقت قريب، إذا حدث.
كان أول استخدام معلن عنه لهذه الكلمة في عام 1982 من قبل مهندس في شركة مايكروسوفت للبرامج الحاسوبية. أرادت آن وينبلاد، رئيسة برامج المحاسبة الالكترونية للنظم المفتوحة، معرفة ما إذا كانت مايكروسوفت قد خططت لإيقاف تطوير نظام التشغيل كزينيا، إذ أن بعض منتجات الأنظمة المفتوحة، تعتمد عليه. وسألت اثنين من مهندسي برمجيات مايكروسوفت، جون يوليت ومارك أورسينو، اللذان أكدا توقف تطوير كزينيا. وقالت فيما بعد: «أخبرني أحدهم، أنه في الأساس برمجية وهمية.» قارن وينبلاد المصطلح بفكرة «بيع الدخان»، ما يعني أن مايكروسوفت باعت منتجا، لن تبقى داعمة له.
وصفت وينبلاد المصطلح لخبيرة الحواسيب المؤثرة إستر دايسن، التي نشرته لأول مرة في رسالتها الإخبارية الشهرية ريليس 1.0 في مقال بعنوان «البرمجيات الوهمية»، في عدد تشرين الثاني/نوفمبر عام 1983 من ريليس 1.0، حيث عرّفت دايسن المصطلح بأنه «أفكار جيدة غير مكتملة التنفيذ». ووصفت ثلاثة منتجات برمجية عُرضت في كومدكس في لاس فيغاس في ذلك العام، بإعلانات منمّقة. ذكرت أن عروض «الثورات المزعومة، والإنجازات، والأجيال جديدة» في المعرض لم تلبِّ هذه المزاعم.
وُجدت الممارسة قبل حساب وينبلاد، في مراجعة كانون الثاني/يناير عام 1982، للحاسوب الشخصي الجديد آي بي إم، ولاحظت بايت بإيجابية أن شركة آي بي إم «رفضت الاعتراف بوجود أي منتج غير جاهز، لوضعه على رفوف الوكلاء قريبا. على الرغم من أن هذا أمر محبط في بعض الأحيان، إلا أنه يعدّ إنعاشا للتغيير، من ممارسة بعض الشركات بالإعلان عن المنتج حتى قبل الانتهاء من تصميمه». ذكرت شركة الحوسبة الخلاقة في آذار/مارس عام 1984، عند مناقشة تأخّر كلّيكو في إصدار آدم، أن الشركة «لم تخترع الممارسة الشائعة المتمثلة في إظهار منتجات لأول مرة، قبل أن توجد بالفعل. في الحواسيب الصغرى، فإن القيام بخلاف ذلك، سيكون انفصالا عن التقليد الصحيح». أصبح مصطلح «البرمجيات الوهمية»، بعد مقال دايسن، شائعا بين الكتاب في صناعة برمجيات الحواسيب الشخصية، كوسيلة لوصف المنتجات التي يعتقدون أنها استغرقت وقتا طويلا لإصدارها بعد الإعلان عنها لأول مرة.
ساعد رئيس تحرير مجلة انفو ورلد، ستيورات ألسُب، بتعميم استخدام المصطلح، من خلال منح بيل غيتس، الرئيس التنفيذي لمايكروسوفت، جائزة البرمجيات الوهمية الذهبية، عن إصدار ويندوز لعام 1985 من مايكروسوفت. وقدم ألسُب الجائزة لغيتس في حفل الإصدار، بينما شُغلت أغنية الحلم المستحيل في الخلفية.
أخذت البرمجيات الوهمية معنى آخر، عندما استُخدمت لوصف منتج غير موجود. أعلنت شركة جديدة اسمها أوفيشن تكنولوجيز عن مجموعتها لبرامج المكاتب أوفيشن في عام 1983. استثمرت الشركة في حملة إعلانية، روّجت لأوفيشن، باعتبارها «ابتكار عظيم»، وأظهرت عرضا للبرنامج في معارض الحواسيب التجارية. تلقى الكتّاب في الصحافة، العرض بشكل جيد، وظهر في قصة تغطية لمجلة صناعية، وأُفيد أنه خلق توقعات بين العملاء المحتملين. وكشف المسؤولون التنفيذيون لاحقا، أن أوفيشن لم توجد أبدا. أنشأت الشركة العرض المزيف، في محاولة فاشلة لجمع الأموال لإنهاء منتجها، و«تعتبر على نطاق واسع أمّ جميع البرمجيات الوهمية»، وفقا للوري فلين من صحيفة النيويورك تايمز.
انتشر المصطلح خارج صناعة الحواسيب، ووصف آلان سلون من مجلة نيوزويك، التلاعب بالأسهم من قبل ياهو وأمازون بـ «برمجية وهمية مالية» في عام 1997. تستخدم مجلة بَبيولر ساينس مقياسا يمتد من «البرمجيات الوهمية» إلى «الرهان على ذلك» لوصف تواريخ إصدار الالكترونيات الاستهلاكية الجديدة.
خططت شركة جنرال موتورز لصناعة السيارات، لتطوير وبيع سيارة كهربائية باسم «فابو وير» من قبل مجموعة مناصرة في عام 2008. ووصفت مجلة كار اند درايفر رجعيا في عام 2017، السيارة الخارقة فيكتور دبليو8 بأنها برمجية وهمية.